# The Living Daylights (jeu vidéo)
Pour les articles homonymes, voir The Living Daylights (homonymie).
The Living Daylights, Tuer N'est Pas Jouer ou 007 - Alta Tension, est un jeu vidéo inspiré du film James Bond, Tuer n'est pas jouer.

## Système de jeu
The Living Daylights est un jeu de plateforme.

## Portages et rééditions
- 1987 : Amstrad CPC[3]

- 1987 : Commodore 64[1]

- 1994 : Atari 800 (édité par ANG Software et développé par De Re Software)[2]